# NGC 5572
NGC 5572 (другие обозначения — UGC 9173, IRAS14174+3622, MCG 6-31-99, MK 677, ZWG 191.79, KUG 1417+363, ZWG 192.2, PGC 51195, PGC 51196) — спиральная галактика (Sb) в созвездии Волопас.
Этот объект входит в число перечисленных в оригинальной редакции «Нового общего каталога».